# Amastris deplumis
Amastris deplumis är en insektsart som beskrevs av Broomfield 1976. Amastris deplumis ingår i släktet Amastris och familjen hornstritar. Inga underarter finns listade i Catalogue of Life.